# Coenosia effulgens
Coenosia effulgens är en tvåvingeart som beskrevs av Huckett 1934. Coenosia effulgens ingår i släktet Coenosia och familjen husflugor. Inga underarter finns listade i Catalogue of Life.